# Pierre Pratt
Pour les articles homonymes, voir Pratt.
Pierre Pratt est un illustrateur et auteur québécois de littérature jeunesse né le 8 février 1962 à Montréal. 

## Prix et distinctions
- 1988 - Finaliste au Prix du Gouverneur général, Peut-il, peut-elle ?
- 1990 - Prix du Gouverneur général, Les Fantaisies de l'oncle Henri
- 1992 - Finaliste au Prix du Gouverneur général, Léon sans son chapeau
- 1993 : Pomme d'Or de Bratislava[1] pour Follow that hat! (Léon sans son chapeau )
- 1994 - Prix du Gouverneur général, Mon chien est un éléphant
- 1995 - Prix du livre M. Christie, Mon chien est un éléphant
- 1995 - Finaliste au Prix du Gouverneur général, La Bottine magique de Pipo
- 1998 - Prix du Gouverneur général, Monsieur Ilétaitunefois
- 1999 - Finaliste au Prix du Gouverneur général, La Vie exemplaire de Martha et Paul
- 2003 - Palmarès Communication-Jeunesse des livres préférés des jeunes
- 2005 : Plaque d'Or de Bratislava pour Le jour où Zoé zozota[1]
- 2005 - Finaliste au Prix du Gouverneur général, Le jour où Zoé zozota
- 2005 - Palmarès Communication-Jeunesse des livres préférés des jeunes
- 2006 - Prix Alvine-Bélisle, Le jour où Zoé zozota
- 2006 - Prix TD de littérature canadienne pour l’enfance et la jeunesse, David et le salon funéraire
- 2015 - Prix Choix du public, remis dans le cadre du Prix TD de littérature jeunesse, en association avec Radio-Canada, Aux toilettes[2]